# Colonia (musikalbum)
Colonia är det andra studioalbumet av A Camp, släppt den 28 januari 2009. "Stronger Than Jesus" släpptes som förstasingel från albumet.

## Låtlista
1. "The Crowning" - 3:45
2. "Stronger Than Jesus" - 3:05
3. "Bear on the Beach" - 4:11
4. "Love Has Left the Room" - 3:39
5. "Golden Teeth and Silver Medals" - 4:41
6. "Here Are Many Wild Animals" - 3:53
7. "Chinatown" - 4:33
8. "My America" - 3:12
9. "Eau de Colonia" - 0:29
10. "I Signed the Line" - 2:57
11. "It's Not Easy to Be Human" - 2:35
12. "The Weed Had Got There First" - 6:39

## Recensioner
Nedan finns en lista på recensioner från olika tidningar. 
- Aftonbladet  länk
- Arbetarbladet  länk
- City  länk
- Corren länk[död länk]
- Dagens Nyheter  länk
- Dala-Demokraten  länk[död länk]
- Dalarnas Tidningar  länk
- DI Weekend  länk
- Expressen  länk
- Göteborgsposten  länk
- Groove  länk
- Helsingborgs Dagblad  länk
- Kristianstadsbladet  länk
- Metro  länk
- Nerikes Allehanda  länk[död länk]
- Norra Västerbotten  länk
- NWT  länk
- Smålandsposten  länk
- Sundsvalls Tidning  länk
- Svenska Dagbladet (4/6) länk
- Sydsvenskan  länk[död länk]
- Upsala Nya Tidning  länk[död länk]
- Värmlands Folkblad  länk[död länk]
- Västerbottens Folkblad  länk
- Västervikstidningen  länk
- Ystads Allehanda  länk

## Listor
| Lista             | Listposition |
| ----------------- | ------------ |
| Sverigetopplistan | 2 (2 veckor) |